# Piotr Erchov
Pour les articles homonymes, voir Erchov.
Piotr Pavlovitch Erchov (en russe : Пётр Па́влович Ершо́в, né le 22 février 1815 (6 mars dans le calendrier grégorien) à Bezroukovo, gouvernement de Tobolsk, mort le 18 août 1869 (30 août dans le calendrier grégorien) à Tobolsk en Russie) est un poète, dramaturge et écrivain russe.

## Biographie
Piotr Erchov naquit dans un petit village de l'ouiezd d'Ichim qui faisait partie du gouvernement de Tobolsk. Son père étant fonctionnaire devait déménager souvent et habita dans plusieurs villes ou villages de cosaques, dans des régions qui avaient été marquées autrefois par le soulèvement de Pougatchev. Après des années heureuses d'enfance à Beriozovo, ses parents l'envoyèrent, ainsi que son frère Nicolas, étudier au lycée de Tobolsk, où il fit partie d'un cercle ethnographique dont les travaux étaient consacrés à la Sibérie. Les deux frères étaient en pension dans une famille de marchands, les Pilenkov, cousins de leur mère. Ensuite la famille Erchov déménagea à Saint-Pétersbourg, où les deux frères étudièrent à l'université. 
Il y fit connaissance de l'écrivain Piotr Pletniov (1791-1855), fameux critique littéraire, ainsi que de Vassili Joukovski et même d'Alexandre Pouchkine. Le jeune homme de dix-neuf ans soumit à leur jugement sa première œuvre, le conte en vers intitulé Le Petit Cheval bossu, qui puise dans la tradition du conte russe populaire. Ils apprécièrent grandement ce qui allait rester son chef-d'œuvre. Des extraits en furent publiés en 1834 (tome III) dans la revue mensuelle pétersbourgeoise La Bibliothèque pour la lecture, premier journal à grand tirage de Russie. Ossip Senkovski en fit une recension remarquée. 
Erchov publia ensuite d'autres contes, toutefois il ne put accéder aux cercles littéraires en vue de la capitale, ni prétendre aux postes qu'il visait. Son père et son cher frère moururent à cette époque, aussi retourna-t-il en Sibérie en 1836, où il travailla de longues années, comme professeur de littérature au lycée de Tobolsk. 
Devenu veuf en 1845, il se remaria en 1847, mais sa seconde épouse mourut en 1852. Il n'eut pas une vie heureuse. Seuls six de ses quinze enfants survécurent.

## Relation avec la famille Mendeleev
Lorsque les frères Piotr et Nikolai Erchov sont venus au lycée de Tobol, le directeur de l'école était Ivan Pavlovich Mendeleev, le père du célèbre scientifique Dmitri Mendeleïev. Lorsque Piotr Erchov est revenu de Saint-Pétersbourg à Tobolsk en tant que poète célèbre en 1835, Ivan Pavlovich Mendeleev a perdu la vue et sa famille a vécu de la production d'une petite verrerie dirigée par Marie Dmitrijevna Mendeleev. À cette époque, le rôle a changé et l'élève d'Ivan Mendeleev est devenu le professeur de ses derniers enfants. Marie Dmitrijevna possédait la plus grande bibliothèque de Tobolsk et Erchov devint rapidement proche de la famille de son professeur. C'est lui qui a fait en sorte que le plus jeune fils de Mendeleev, Dmitri Mendeleïev, entre au lycée avec son frère Pavel, qui avait deux ans de plus. En tant que directeur du lycée, il a permis à Dmitry d'obtenir son diplôme deux ans plus tôt. Cela a permis à Marie Dmitrijevna de se rendre à Saint-Pétersbourg avec le talentueux Dmitri pour le dernier argent qui restait après l'incendie de la verrerie et de l'inscrire pour étudier à l'Institut pédagogique principal. En échange, Dmitri Mendeleïev, qui avait déjà gagné sa vie à Saint-Pétersbourg après avoir obtenu son diplôme, a aidé son professeur Erchov à réimprimer Le Petit Cheval bossu après la libération de la censure.
En 1862, Piotr Pavlovitch Erchov est devenu le beau-père de Dmitri Mendeleïev, lorsqu'il a épousé la belle-fille de Dmitrije de son premier mariage, Feozva Nikititchna Lechtcheva. L'aide qu'Erchov a apportée à la famille Mendeleev à Tobolsk pendant les moments les plus difficiles pourrait déjà être remboursée par le célèbre professeur Mendeleev en soutenant la famille de son épouse. Piotr Erchov n'a pas appris le divorce, il est mort en 1869 au cours d'une relation heureuse.